# Уильямс, Райн
Райн Уильмс (англ. Rhyne Williams; родился 22 марта 1991 года в Ноксвилле, США) — американский профессиональный теннисист.

## Спортивная карьера
В 2007 году выигрывает первый турнир из серии «фьючерс». В профессионалах с 2011 года. В этом году он дебютировал в парном разряде турнире из серии Большого шлема Открытом чемпионате США. В марте дебютировал в одиночном разряде ATP-туре. Произошло это на Мастерсе в Индиан-Уэллсе. В августе того же года пробился в основную сетку одиночного разряда Открытого чемпионата США, сыграв в первом раунде против, заканчивающего свою профессиональную карьеру Энди Роддика и проиграв ему в трёх сетах 3-6, 4-6, 4-6. В октябре 2012 года в Сакраменто, выступая в парном разряде, выиграл первый титул на турнирах серии «челленджер».
В январе 2013 года сыграл на Открытом чемпионате Австралии, проиграв в первом раунде Флориану Майеру. В феврале выиграл «челленджер» в Далласе и вышел во второй раунд турнира ATP в Мемфисе. В апреле он удачно выступил на турнире в Хьюстоне, впервые дойдя до полуфинала. В мае сыграл в первом раунде Открытого чемпионата Франции, несмотря на поражения в квалификации от поляка Михала Пшисенжного. В итоге он заменил в основной сетке, снявшегося с турнира игрока и опять встретился с поляком и второй раз подряд проиграл ему. В июле вышел в парном разряде вышел в первый финал на турнире ATP (в Ньюпорте с Тимом Смычеком).

## Выступления на турнирах ATP
| Легенда                        |
| ------------------------------ |
| Турниры Большого шлема         |
| Кубок Мастерс / финал АТР-тура |
| ATP Мастерс / ATP Мастерс 1000 |
| АТР Gold / АТР 500             |
| АТР International/ АТР 250     |

### Поражения в финалах (1)

#### Парный разряд (1)
| №  | Дата        | Турнир  | Покрытие | Партнёр    | Соперники в финале            | Счёт в финале       |
| -- | ----------- | ------- | -------- | ---------- | ----------------------------- | ------------------- |
| 1. | 15 июл 2013 | Ньюпорт | Трава    | Тим Смычек | Николя Маю Эдуар Роже-Васслен | 7-6(4), 2-6, [5-10] |